# Arbeiterstadion
Das Arbeiterstadion (chinesisch 工人體育場 / 工人体育场, Pinyin gōngrén tǐyùchǎng) ist ein Fußballstadion im Bezirk Chaoyang der chinesischen Hauptstadt Peking. Es bot bis zum Umbau 64.000 Plätze für die Zuschauer. Es ist, nach dem Nationalstadion, das zweitgrößte Stadion der Stadt. Im April 2023 wurde der Neubau des 2020 abgerissenen Stadions mit 68.000 Plätzen wiedereröffnet. Die Mehrzweckhalle Workers’ Indoor Arena liegt in der Nähe des Arbeiterstadions.

## Geschichte
Im Zuge der Vorbereitung auf die Olympischen Sommerspiele 2008 wurde es modernisiert und seine Kapazität von 71.112 auf 64.000 verringert. Der Baubeginn war am 31. August 1959. Die Anlage wurde als eines der „Zehn Großen Gebäude“ (“十大建筑”, Pinyin: Shí Dà Jiànzhù) im Stil des „sozialistischen Klassizismus“ zum zehnten Gründungstag der Volksrepublik errichtet.
1990 war es Hauptveranstaltungsort der Asienspiele. In diesem Stadion spielte bis zu den Umbauarbeiten Beijing Guoan, ein Fußballverein Pekings. 2007 sollte hier der China Bowl, ein Preseason-Spiel zwischen den New England Patriots und den Seattle Seahawks, ausgetragen werden, welcher jedoch später abgesagt wurde. Am 16. und 19. August 2008 wurden hier je ein Viertel- und Halbfinalspiel der olympischen Fußballwettbewerbe ausgetragen.
Im August 2020 wurde das in die Jahre gekommene Stadion innerhalb weniger Tage für einen Neubau, im Hinblick auf eine mögliche Bewerbung Chinas für die Fußball-Weltmeisterschaft 2030 oder 2034, abgerissen. 2024 sollte die neue Fußballarena ein Spielort der Fußball-Asienmeisterschaft werden. Als Heimmannschaft wird weiter Beijing Guoan den Neubau nutzen. In der Zwischenzeit trug die Mannschaft ihre Partien im Olympic Sports Centre Stadium aus. Das umgebaute Stadion wurde am 15. April 2023 wiedereröffnet. Bei der Saisoneröffnung der Chinese Super League trafen Beijing Guoan und Meizhou Hakka (1:1) im mit 46.818 Zuschauern gefüllten Arbeiterstadion aufeinander.

## Galerie

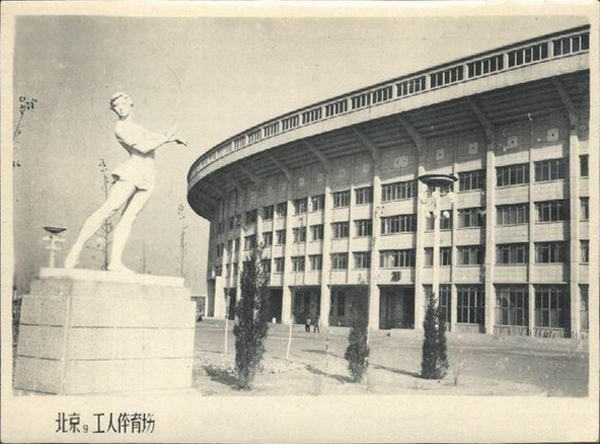
1959
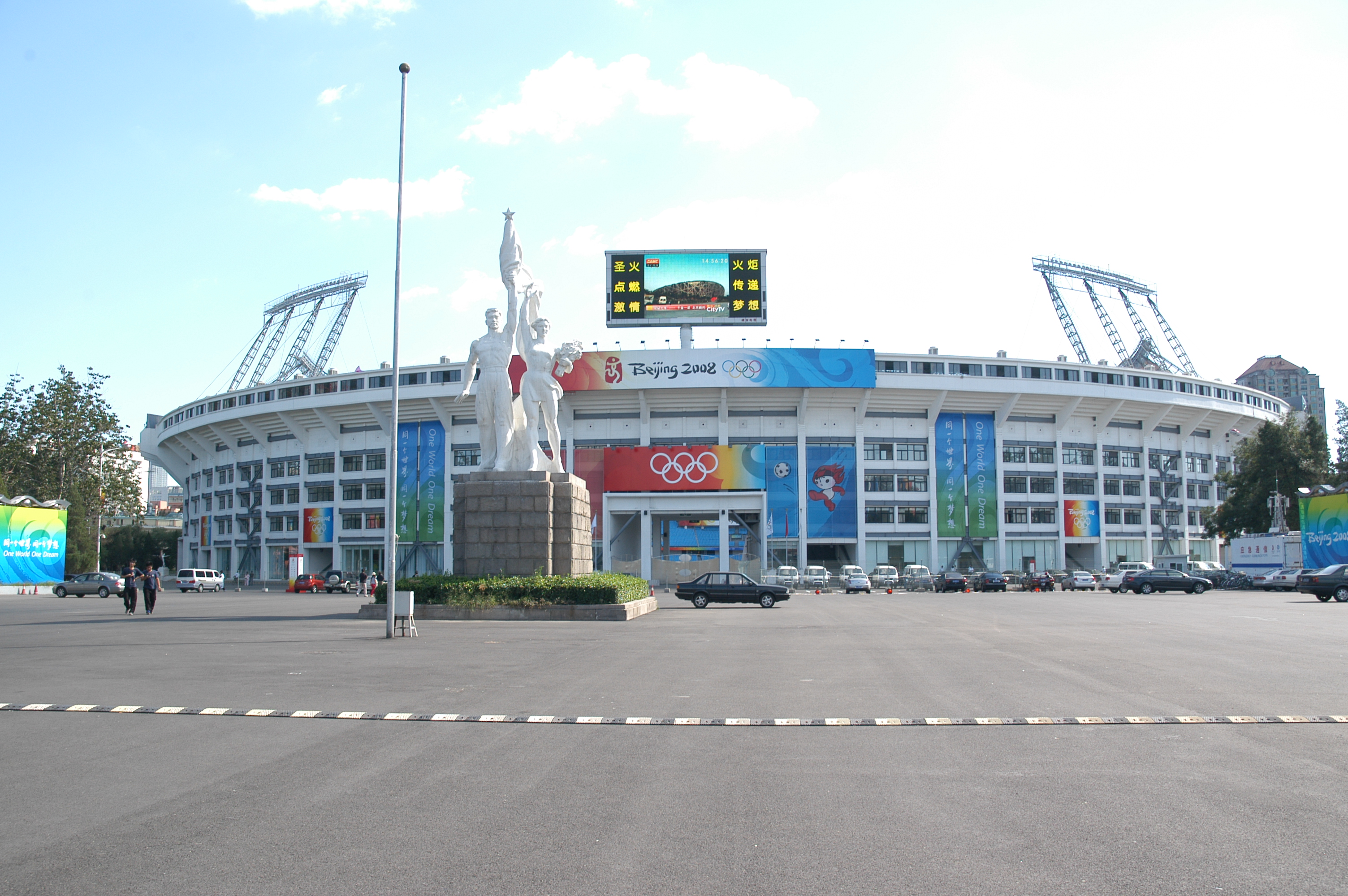
Das Arbeiterstadion während der olympischen Sommerspiele 2008
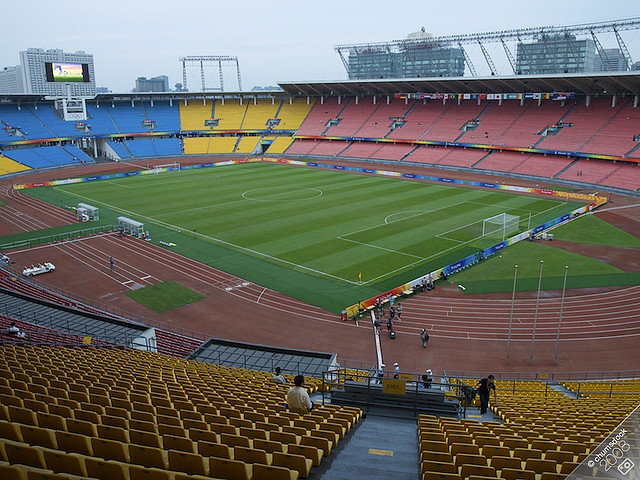
Der Innenraum (2008)
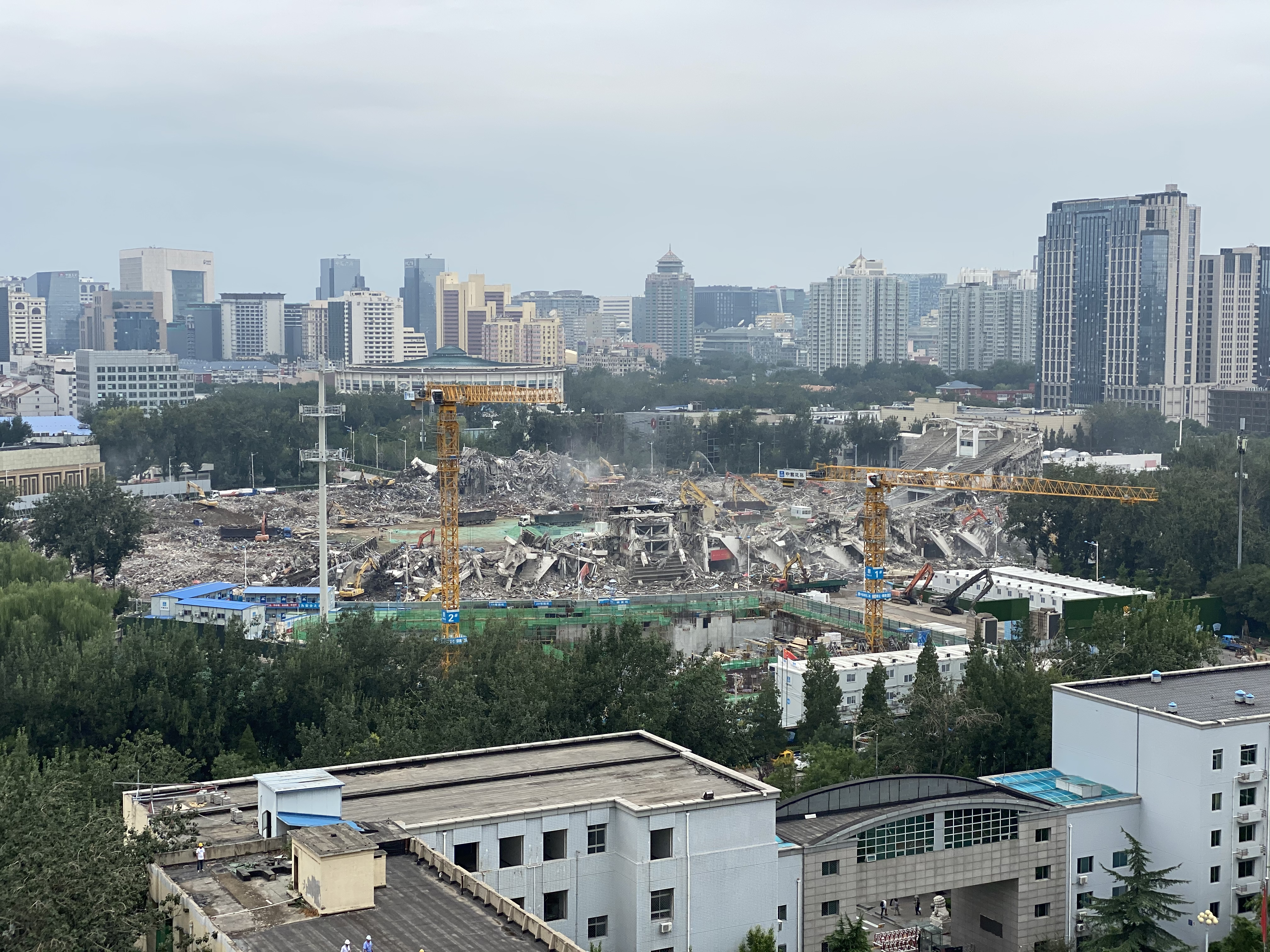
Abriss des Stadions (2020)
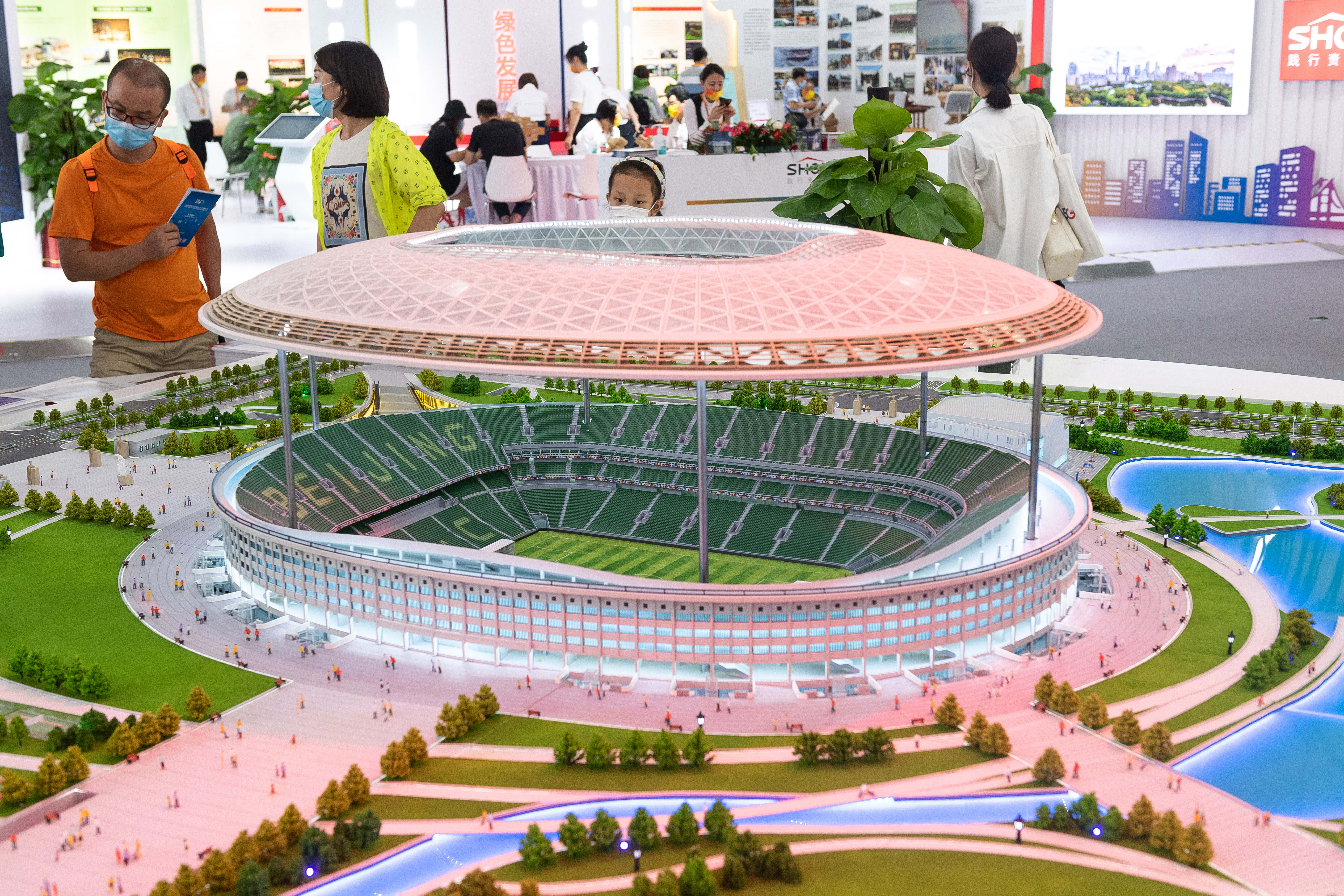
Modell des neuen Arbeiterstadions (September 2021)
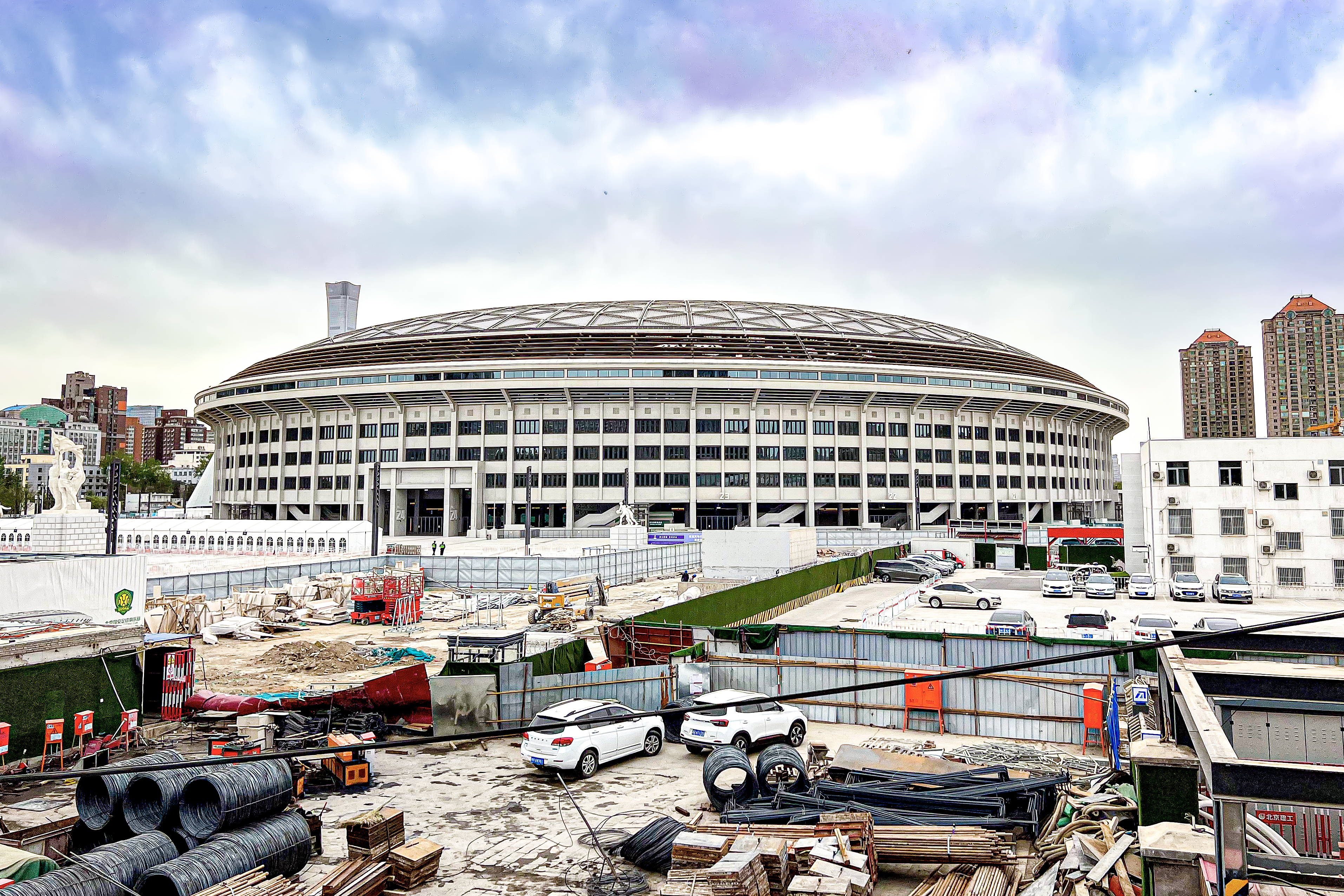
Das neue Arbeiterstadion im April 2023